# Paul Thieme
Paul Thieme (Berlim, 18 de Março de 1905 — Londres, 24 de Abril de 2001) foi indólogo alemão, especialista em sânscrito védico.

## Carreira
Doutorou-se em indologia em 1928, na Universidade de Göttingen, tornando-se aí leitor em 1932. De 1932 a 1935 ensinou alemão e francês na Universidade de Allahabad. Leccionou em Breslau de 1936 a 1940, e tornou-se professor catedrático na Universidade de Halle em 1941, mas, no mesmo ano, foi destacado para o exército alemão, onde trabalhou como intérprete. Em 1945 foi capturado pelas tropas dos Estados Unidos da América em Württemberg. Depois de ser solto, em 1946, regressou a Halle, onde se manteve até 1953, quando se mudou para Frankfurt onde leccionou na área dos estudos indo-europeus, contra o desejo das autoridades da República Democrática Alemã. De 1954 a 1960 esteve Yale, e de 1960 até à sua reforma, em 1972, em Tübingen, como professor de estudos religiosos e Indologia.
Thieme é considerado um dos "últimos grandes Indologistas", tendo dado grandes contributos em quase todas as vertentes da filologia do Sânscrito, tendo estudado, particularmente, os Vedas, os Épicos hindus, os Upanishads, poesia sânscrita e textos tradicionais da "Ciência hindu" (os shastra e os gramáticos hindus). Thieme destacou-se, ainda, na linguística comparada, tendo estudado as Línguas iranianas e indo-europeias em geral. Fluente em sânscrito, foi particularmente respeitado entre os académicos indianos, o que justifica a sua escolha como orador do discurso de inauguração da primeira Conferência Mundial do Sânscrito, em Delhi, na década de 1970.